# Кивиты (гмина)
Кивиты (пол. Kiwity) — сельская гмина (волость) в Польше, входит как административная единица в Лидзбаркский повет, Варминьско-Мазурское воеводство. Население — 3512 человек (на 2004 год).

## Демография
| Перепись                       | Всего   | Всего | Женщины | Женщины | Мужчины | Мужчины |
| ------------------------------ | ------- | ----- | ------- | ------- | ------- | ------- |
| Единицы                        | человек | %     | человек | %       | человек | %       |
| Население                      | 3512    | 100   | 1680    | 47,8    | 1832    | 52,2    |
| Плотность населения (чел./км²) | 24,2    | 24,2  | 11,6    | 11,6    | 12,6    | 12,6    |

## Сельские округа
1. Бартники
2. Чарны-Кеж
3. Керсново
4. Кервины
5. Кивиты
6. Клейдыты
7. Клютайны
8. Кобеля
9. Кониты
10. Креколе
11. Макув
12. Напраты
13. Полапин
14. Рокитник
15. Самолюбе
16. Сточек
17. Тольники-Вельке
18. Жеготы

## Соседние гмины
1. Гмина Бартошице
2. Гмина Биштынек
3. Гмина Езёраны
4. Гмина Лидзбарк-Варминьски